# Paras Bir Bikram Shah Dev

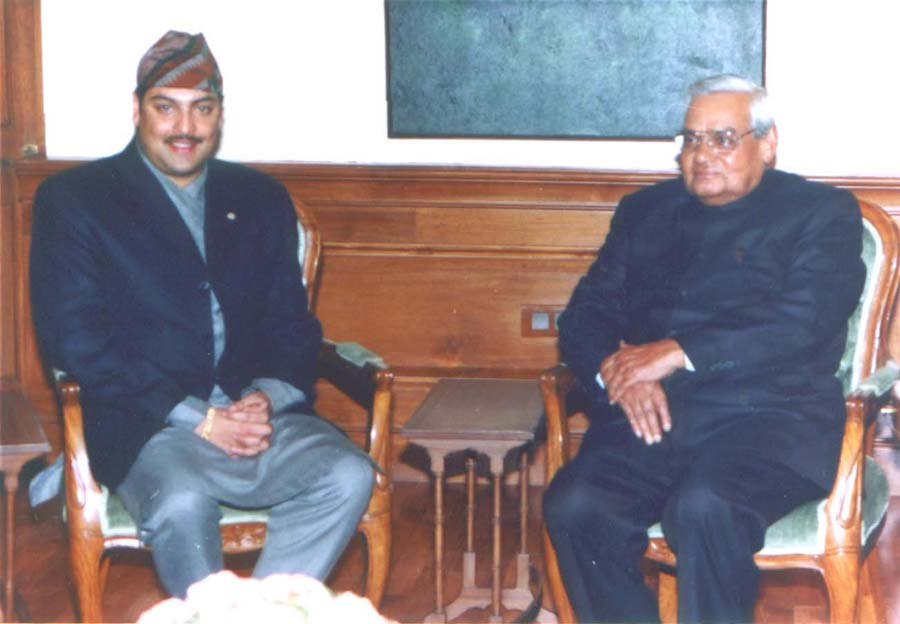
Paras Bir Bikram Shah Dev (links) in 2004

Prins Paras Bir Bikram Shah Dev (30 december 1971) is de enige zoon van voormalig koning Gyanendra en ex-koningin Komal van Nepal. Hij werd op 26 oktober 2001 door zijn vader uitgeroepen tot kroonprins. Prins Paras is gehuwd met prinses Himani Rajya Laxmi Devi Shah (geboren op 1 oktober 1976). Op 28 mei 2008 werd Nepal een republiek en verloor Paras zijn titel.
Het paar heeft drie kinderen:
- Prinses Purnika (12 december 2000)
- Prins Hridayendra (30 juli 2002)
- Prinses Kritika (16 oktober 2003)